# 孔巴島
孔巴島（Batu Tara 或 Komba）是印度尼西亞的小型火山島，位於弗洛勒斯海，屬於小巽他群島的一部分，由東努沙登加拉省負責管轄，火山海拔高度748米，植被覆蓋著山坡，已知最早的火山爆發發生在1852年。